# Jake Christiansen
Pour les articles homonymes, voir Christiansen.
Jake Christiansen ou Jacob Christiansen (né le 12 septembre 1999 à West Vancouver dans la province de la Colombie-Britannique au Canada) est un joueur canadien de hockey sur glace. Il évolue au poste de défenseur.

## Statistiques

### En club
| Saison     | Équipe                   | Ligue      |    | Saison régulière | Saison régulière | Saison régulière | Saison régulière | Saison régulière |   | Séries éliminatoires | Séries éliminatoires | Séries éliminatoires | Séries éliminatoires | Séries éliminatoires |
| Saison     | Équipe                   | Ligue      | PJ | B                | A                | Pts              | Pun              | PJ               | B | A                    | Pts                  | Pun                  |                      |                      |
| 2015-2016  | Silvertips d'Everett     | LHOu       | 48 | 4                | 4                | 8                | 10               | 9                | 0 | 0                    | 0                    | 2                    |                      |                      |
| 2016-2017  | Silvertips d'Everett     | LHOu       | 72 | 6                | 13               | 19               | 29               | 10               | 0 | 2                    | 2                    | 6                    |                      |                      |
| 2017-2018  | Silvertips d'Everett     | LHOu       | 72 | 6                | 25               | 31               | 20               | 22               | 2 | 5                    | 7                    | 2                    |                      |                      |
| 2018-2019  | Silvertips d'Everett     | LHOu       | 67 | 12               | 32               | 44               | 20               | 10               | 1 | 7                    | 8                    | 0                    |                      |                      |
| 2019-2020  | Heat de Stockton         | LAH        | 9  | 0                | 0                | 0                | 0                | -                | - | -                    | -                    | -                    |                      |                      |
| 2019-2020  | Silvertips d'Everett     | LHOu       | 38 | 22               | 28               | 50               | 35               | -                | - | -                    | -                    | -                    |                      |                      |
| 2020-2021  | Monsters de Cleveland    | LAH        | 28 | 3                | 12               | 15               | 14               | -                | - | -                    | -                    | -                    |                      |                      |
| 2021-2022  | Monsters de Cleveland    | LAH        | 62 | 13               | 32               | 45               | 33               | -                | - | -                    | -                    | -                    |                      |                      |
| 2021-2022  | Blue Jackets de Columbus | LNH        | 8  | 1                | 0                | 1                | 0                | -                | - | -                    | -                    | -                    |                      |                      |
| 2022-2023  | Monsters de Cleveland    | LAH        | 50 | 11               | 23               | 34               | 53               | -                | - | -                    | -                    | -                    |                      |                      |
| 2022-2023  | Blue Jackets de Columbus | LNH        | 24 | 0                | 4                | 4                | 4                | -                | - | -                    | -                    | -                    |                      |                      |
| Totaux LNH | Totaux LNH               | Totaux LNH | 32 | 1                | 4                | 5                | 4                | -                | - | -                    | -                    | -                    |                      |                      |

## Trophées et honneurs personnels

### LHOu
- 2019-2020 : nommé dans la deuxième équipe d'étoiles de la Conférence de l'Ouest.

### LAH
- 2021-2022 : nommé dans la deuxième équipe d'étoiles.